# Municipio de Troy (condado de Grant)
El municipio de Troy (en inglés: Troy Township) es un municipio ubicado en el condado de Grant en el estado estadounidense de Dakota del Sur.

## Geografía
El municipio de Troy se encuentra ubicado en las coordenadas 45°0′58″N 96°48′49″O / 45.01611, -96.81361. Según la Oficina del Censo de los Estados Unidos, el municipio tiene una superficie total de 92.3 km², de la cual 89.93 km² corresponden a tierra firme y (2.56%) 2.37 km² es agua.

## Demografía
Según el censo de 2010,había 60 personas residiendo en el municipio de Troy. La densidad de población era de 0,65 hab./km². De los 60 habitantes, el municipio de Troy estaba compuesto por el 100 % blancos.
Para el censo del año 2020, la población ascendió a 67 habitantes. Del total, 57 eran blancos, 6 amerindios, 2 hispanos o latinos, 2 de otra raza y 2 de dos o más razas.